# Talliet

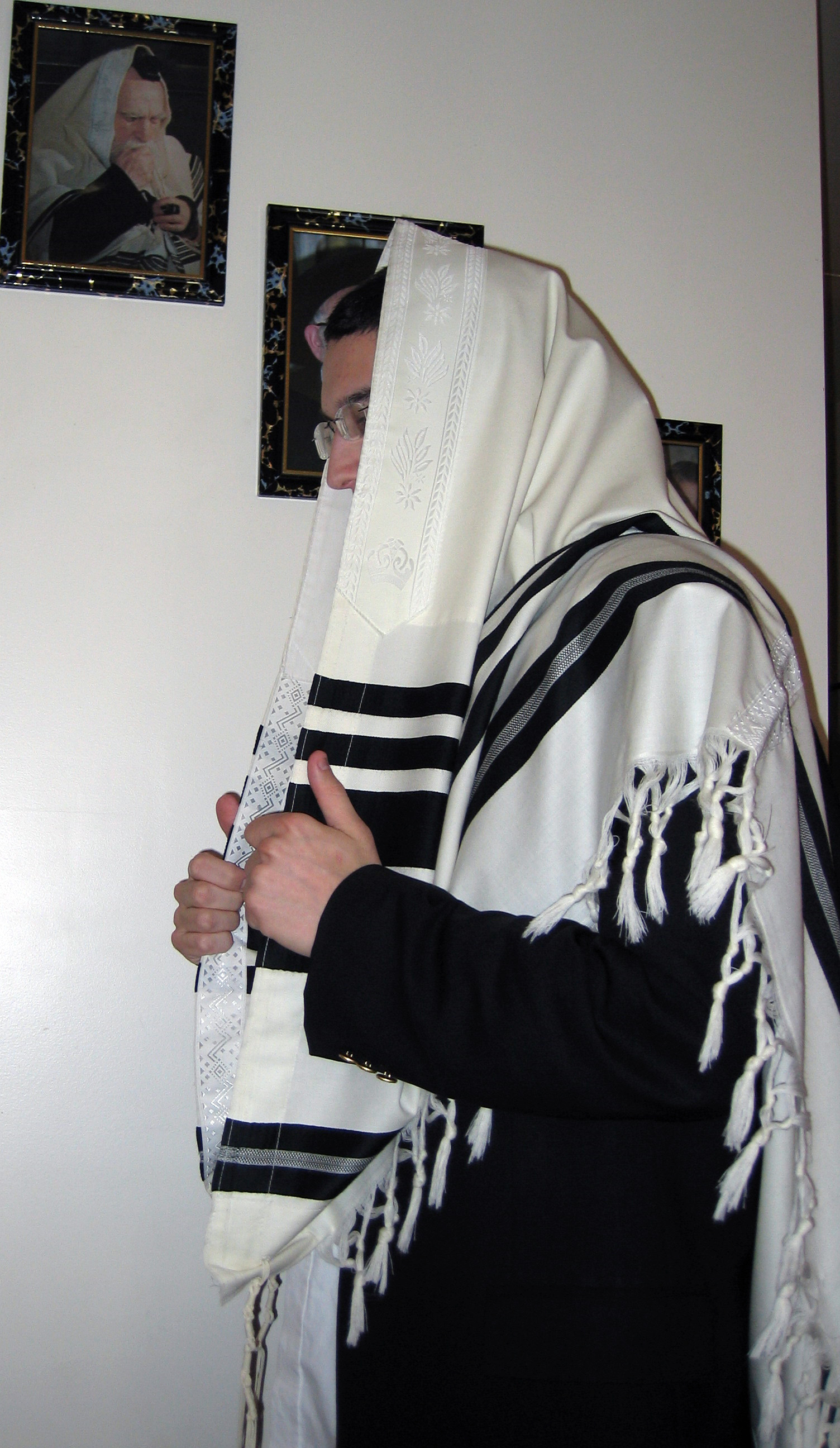
Talliet gedragen tijdens het ochtendgebed

In het jodendom is een talliet (Hebreeuws: טלית, Sefardische uitspr.) of talles (Nederlands-Jiddisch/Asjkenazische uitspr.) een rechthoekig omzoomd gebedskleed met aan de vier hoeken draadjes, tsietsiet geheten, dat door mannen gedragen wordt tijdens het ochtendgebed. Bij sommige liberaal-joodse gemeenten dragen ook vrouwen een talliet. De Nederlandse term voor tsietsiet is "gedenkkwasten". De alternatieve benaming "schouwdraden" is daarnaast geopperd, aangezien ze zijn bedoeld om ernaar te kijken

## Uitvoeringen
Er bestaan twee versies van de talliet:
- De talliet gadol (zie afbeelding bovenaan). In de meeste Asjkenazische gemeenschappen dragen alleen mannen na het huwelijk een talliet tijdens de ochtenddienst; in Sefardische en in sommige Asjkenazische gemeenschappen, waaronder de Nederlandse en Duitse die de zogenaamde Jekkische gewoonte volgen, dragen jongens een talliet vanaf hun bar mitswa, hun dertiende verjaardag. Hij wordt omgeslagen alvorens de tefilin (gebedsriemen) omgedaan worden, behalve op Jom Kipoer: dan wordt hij de hele dag door gedragen, zelfs bij de avonddienst Kol Nidré (gebedsriemen worden op deze dag niet gedragen; ook niet op de andere hoofdfeestdagen en op sjabbat). Een talliet wordt gewoonlijk gemaakt van witte wol, katoen of zijde en heeft vaak blauwe of zwarte strepen op de uiteinden en een sierstrook aan één zijde, die indiceert welke kant de buiten- en bovenkant is die in de nek wordt gelegd. De vier hoeken van het kleed zijn bij de Joden van Portugese afkomst met fraai borduurwerk versierd.
- De talliet kattan (zie afbeelding links), vaak simpelweg tsietsiet genoemd: een soortgelijk rechthoekig kledingstuk met een gat in het midden (waardoor het hoofd komt), en draadjes (tsietsiet) aan de vier hoeken. Dit kledingstuk wordt in alle gemeenschappen door orthodox-joodse jongens (meestal al vanaf het derde jaar) en mannen onder de kleding gedragen, meestal onder een overhemd. Vaak laat men de draden buiten de broek hangen. Door het kledingstuk te dragen vervult men de Tora-verplichting dat, wanneer men een kledingstuk draagt met vier hoeken, er aan alle vier de hoeken schouwdraden, de tsietsiet, behoren te hangen. Opdat men de draden zal aanschouwen, bestaat het gebruik de draden niet onder de kleding te laten maar van onder het overhemd te laten komen.

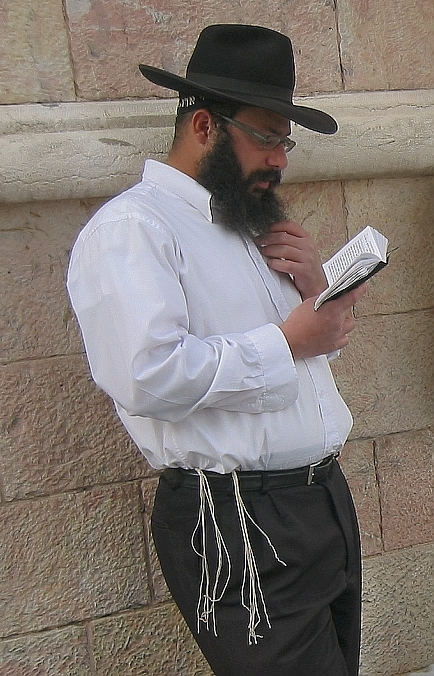
Talliet kattan met tsietsiet onder de kleding

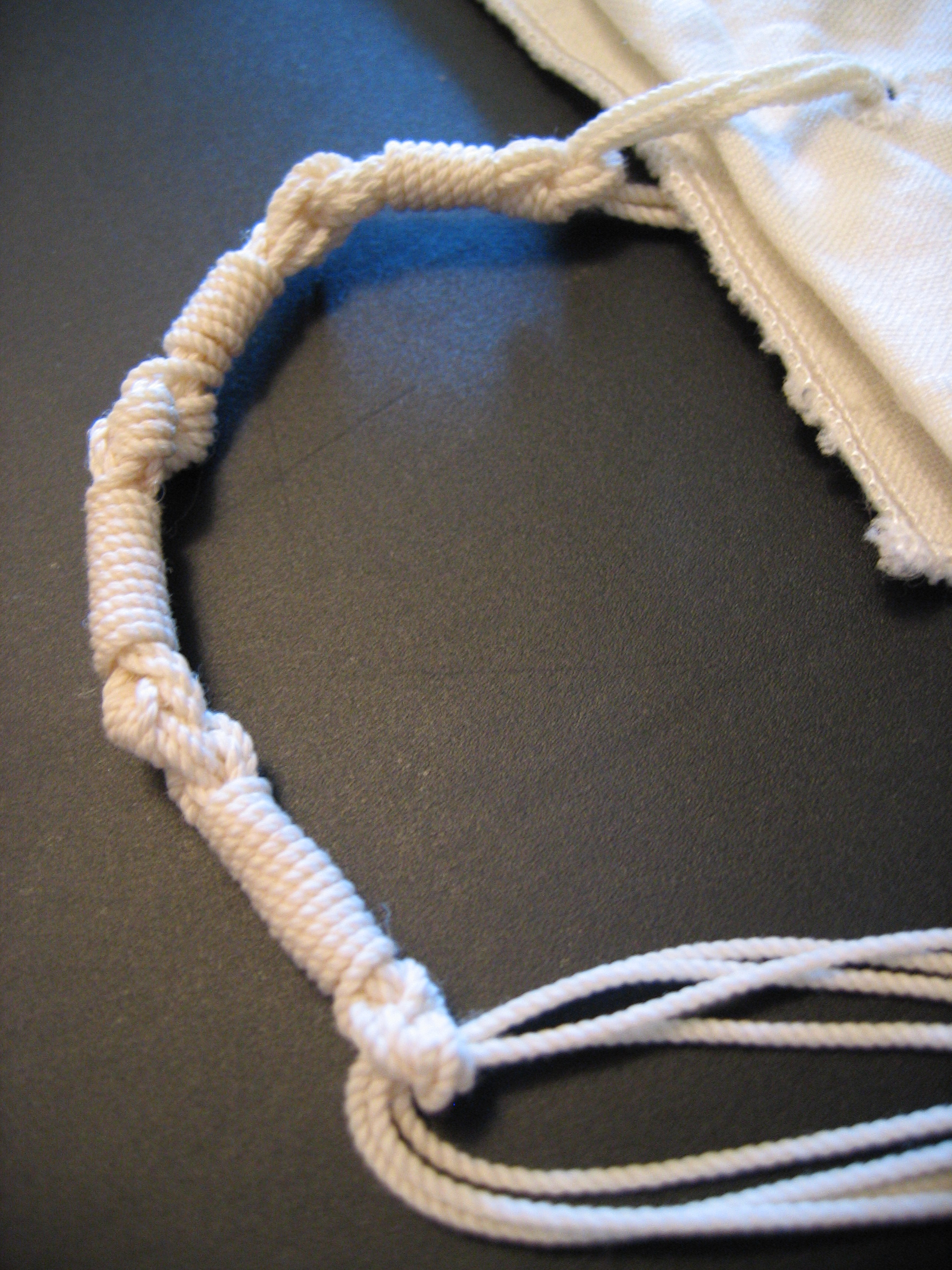
Tsietsiet met de knopen en windingen zichtbaar

## Symboliek
De symboliek van de tailliet is vooral gericht op de tsietsiet. In het Bijbelboek Numeri 15:37-41 staat de opdracht om franjedraden te bevestigen aan kleding. Er bestaat een numerieke symboliek voor de tsietsiet: De letters van het woord tsietsiet geven de getalswaarde 600 aan. De franjekwasten bestaan uit 8 draden waarin 5 knopen zijn gemaakt. Samen maakt dit 613, het totaal aantal ge- en verboden (mitswot) uit de Tora. Tussen de vijf knopen zijn met een van de acht draden, die langer is dan de andere, 39 windingen aangebracht, die herinneren aan de 39 soorten werkzaamheden die tijdens de sjabbat niet mogen worden uitgevoerd. Deze windingen zijn als volgt tussen de 5 knopen verdeeld: 7, 8, 11 en 13. Deze cijfers maken samen het woord "Hasjeem Echad", hetgeen "God is één" betekent. Doordat de tsietsiet zichtbaar blijven worden orthodoxe joden continu herinnerd aan deze geboden.
Hoewel in Numeri 15:37 is voorgeschreven dat er ook een draad van blauwe of purperen wol moest zijn, wordt deze kleur niet aangebracht, omdat het procedé hoe deze kleur te maken verloren is gegaan. De kleur zou afkomstig zijn van het bloed van een zeedier met de naam chilazon of hillazon. Rond het jaar 1000 zou dit dier zo zeldzaam geworden zijn dat het slechts eens in de 70 jaar boven water kwam, waarna de kleurstof helemaal niet beschikbaar meer was. Mogelijk was het dier ook niet meer beschikbaar voor joden in de diaspora. Rabbi Gershon Henoch Leiner (1839–1891) was van mening dat de zeekat bedoeld zou zijn, waarna hij verf begon te produceren uit dit zeedier. Tegenwoordig denkt men dat de zeeslak Murex trunculus mogelijk de geheimzinnige chilazon is geweest, en wordt uit het slijm daarvan een op indigo lijkende verf gemaakt.